# Kubicza Vince
Kubicza Vince (Melcsic, 1811. május 28. – Nagytapolcsány, 1872. február 7.) római katolikus plébános.

## Élete
A bölcseletet Nagyszombatban, a teológiát Bécsben végezte. 1834. május 30-án pappá szentelték.  Segédlelkész volt Újvároskán, 1836-tól Nagytapolcsányban. 1840. február 15-én a pöstyéni plébániára került, innen 1842. augusztus 24-én Galgócra ment, ahol alesperes lett. 1847. június 7-től nagytapolcsányi plébános volt.

## Műve
- Szent kereszt-út és más a hely körülményeihez alkalmazott imádságok a nagy-tapolcsányi búcsújáróknak ajánlva. Komárom. 1856. (Németül és szlovákul is. Komárom, 1856.)